# Ulrich Wackerbarth
Ulrich Wackerbarth (* 6. Februar 1967 in Bochum) ist ein deutscher Rechtswissenschaftler.

## Leben
Ulrich Wackerbarth studierte Rechtswissenschaften an den Universitäten von Freiburg i.Br. und Lausanne. 1992 bis 1995 absolvierte er seinen Referendardienst im Oberlandesgerichtsbezirk Köln und war wissenschaftliche Hilfskraft im Forschungsinstitut für Sozialrecht der Universität zu Köln, wo er zum Thema „Entgelt für Betriebstreue“ promovierte. Anschließend wurde er Wissenschaftlicher Mitarbeiter im Institut für Prozeßrecht der Universität des Saarlandes und 1996 am R.I.Z. an der Universität Köln. Dort habilitierte er im Gesellschafts- und Konzernrecht mit der Schrift „Grenzen der Leitungsmacht in der internationalen Unternehmensgruppe“. Nach Lehrstuhlvertretungen in Regensburg und Köln vertrat er im Jahr 2002 das Lehrgebiet Arbeitsrecht an der Fernuniversität Hagen. Im Februar 2003 wurde er auf den Lehrstuhl für Bürgerliches Recht, Unternehmensrecht und Rechtsvergleichung berufen und trat die Nachfolge von Ulrich Eisenhardt an. Von 2008 bis 2010 war er Dekan der Rechtswissenschaftlichen Fakultät der Fernuniversität Hagen. Seine aktuellen Forschungs- und Publikationsschwerpunkte liegen im Wirtschaftsrecht, insbesondere im Recht der Kapitalgesellschaften und im Kapitalmarktrecht.

## Veröffentlichungen
- Entgelt für Betriebstreue. Dissertation, Verlag Dr. Otto Schmidt, 1996, ISBN 3-504-68011-3.
- Grenzen der Leitungsmacht in der internationalen Unternehmensgruppe. Habilitationsschrift, Verlag C.H. Beck, 2001.
- Unternehmensmitbestimmung und Koalitionsfreiheit. Interessenkonflikte von Gewerkschaftsvertretern im Aufsichtsrat. Nomos Verlag, 2004 (mit Peter Hanau), ISBN 3-8329-0662-2.
- mit Ulrich Eisenhardt: Recht der Personengesellschaften: mit Grundzügen des GmbH- und des Aktienrechts, 16. Auflage, C.F. Müller, Heidelberg 2016, ISBN 978-3-8114-9420-6.